# 1088
1088 (MLXXXVIII) fue un año bisiesto comenzado en sábado del calendario juliano.

## Acontecimientos
- 12 de marzo: Urbano II sucede a Víctor III como papa.
- 16 de abril: Un terremoto de 6,5 sacude el sur de Georgia dejando varios muertos.
- Primavera y verano,  Odón de Bayeux lidera una rebelión contra Guillermo II de Inglaterra, conocida como Rebelión de 1088
- Raimundo de Borgoña es designado conde de Galicia.
- Yves de Chartres es consagrado obispo por el papa en Roma.
- Fundación de la Universidad de Bolonia.

## Nacimientos
- Piroska de Hungría, esposa de Juan II Comneno, emperador romano.

## Fallecimientos
- 6 de enero: Berengario de Tours, teólogo francés.
- 11 de marzo: Bertholdo de Reichenau, cronista alemán.
- 7 de abril: Burcardo II de Halberstadt, obispo de Halberstadt.
- 15 de junio: Gerardo de Helfenstein, arzobispo de Salzburgo y Seliger.
- 3 de julio: Robert de Rhuddlan, aventurero normando.
- 28 de septiembre: Hermann de Salm, antirrey de romanos.
- Nasir ibn Alnas, emir hammadí.
- Naser Josrow, teólogo persa.
- Khwaja Abdullah Ansari, poeta sufí persa
- Guillermo de Warenne, I conde de Surrey.